# Konverzija termalne energije oceana
Konverzija termalne energije oceana (eng.: Ocean thermal energy conversion, OTEC) je postupak stvaranja električne energije uz pomoć temperaturne razlike između dubokih i plitkih slojeva oceana za pokretanje toplinskog stroja. Učinkovitost i snaga su bolje time što je razlika temperature veća. Generalno gledajući, temperaturna razlika se povećava s opadajućom zemljopisnom širinom, to jest blizu ekvatora i tropskog pojasa. Najčešća temperatura površine oceana iznosi 27 °C, a u dubokim vodama temperatura rijetko pada ispod 5 °C. Osnovni tehnički izazov OTEC-a je proizvesti značajan dio energije iz jako malih temperaturnih razlika. Maksimalna teoretska učinkovitost ovog sustava postiže se povećanjem djelotvornosti toplinske razmjene u novijim konstrukcijama.
Sunce neprestano grije goleme oceane koji prekrivaju gotovo 70% Zemljine površine; smatra se da oceani sadrže veliki energetski potencijal koji bi čovjek mogao upotrijebiti za proizvodnju energije i topline. Ovakav obnovljiv izvor energije, pod uvjetom da se tehnologija pokaže ekonomski isplativa i krene u masovnu upotrebu, mogao bi riješiti energetske probleme u svijetu. Ukupna raspoloživa energija je 1 ili 2 redova veličine veća nego kod ostalih tehnologija vezanih uz ocean (kao naprimjer energija valova). Međutim, male temperaturne razlike čine ovu tehnologiju, u usporedbi s drugim tehnologijama, poprilično skupom, ponajprije zbog niske toplinske iskoristivosti. Upravo je to jedan od ključnih problema ovog sustava, prijašnji sustavi su imali iskoristivost od 1 do 3% (teoretski se smatra da je maksimalna iskoristivost od 6 do 7%), dok trenutni sustavi koji se razvijaju će raditi blizu maksimalne toplinske iskoristivosti. Morska voda, iako besplatna, ima određene troškove vezane uz transport vode iz oceana (trošak pumpi i njihovih materijala). 
Iako OTEC sistem sveukupno ima nisku učinkovitost, može funkcionirati kao energetski sistem koji će moći pokrivati minimalnu potražnju energije. Stručnjaci za energetiku smatraju kada bi ova metoda postala jeftinija i postala konkurentna s ostalim konvencionalnim tehnologijama tada bi OTEC mogao proizvoditi gigavate električne struje i zajedno s elektrolizom bi mogao prozvoditi dovoljno vodika koji bi potpuno nadomjestio potrošnju svih globalnih fosilnih goriva. Svi OTEC sistemi koriste skupe, velike dovodne cijevi koje su uronjene više od kilometar u ocean, a sve s ciljem dovođenja jako hladne vode na površinu. Upravljanje troškovima je i dalje glavni izazov za ovu tehnologiju.

## Povijest
Ideja OTEC-a ima dugu povijest razvoja. S vremena na vrijeme, postojalo je mnogo pokušaja razvijanja ovakve vrste tehnologije. 1881. godine Jacques-Arsène d'Arsonval, francuski fizičar, prvi je probao iskoristiti toplinsku energiju oceana. Tek je 1930. godine njegov student, Georges Claude uspio izgraditi prvo OTEC postrojenje na Kubi. Postrojenje je proizvodilo 22 kilovata električne energije pomoću niskotlačne turbine.
Nikola Tesla je isto uvidio mogućnost iskorištavanja ovakvog oblika energije, ali je na kraju došao do zaključka kako bi takva tehnologija bila nepraktična za široku upotrebu.
1935. godine Claude je izgradio još jedno postrojenje, 10,000 tona teretni brod kojeg je usidrio kod obale Brazila. No loše vrijeme i valovi uništili su postrojenje prije nego što su generatori uopće počeli proizvoditi električnu energiju.
1956. godine francuski su znanstvenici krenuli u konstruiranje postrojenja od 3 megavata za Abidjan, tadašnji glavni grad Obale Bjelokosti. Zbog velikih količina jeftine nafte 50-ih godina 20. stoljeća postrojenje nikad nije završeno.
1962. godine, J. Hilbert Anderson i James H. Anderson odlučili su završiti ono što Claude započeo; koncentrirali su se na razvoj novih, učinkovitijih elemenata konstrukcija. 1967. godine, nakon što su riješili probleme s kojima se Claude susretao, patentirali su svoj sustav temeljen na zatvorenom ciklusu.
SAD su se uključile u istraživanje OTEC sustava 1974. godine, kada je na Havajima osnovan laboratorij koji je ubrzo postao vodeći svjetski centar za istraživanje OTEC tehnologije. Havaji se, zbog tople površinske vode, lako dostupne duboke, hladne vode i zbog činjenice da troše najviše struje, nalaze na najboljem položaju u SAD-u za iskorištavanje ove vrste energije.
Japan je uvelike doprinio razvoju OTEC tehnologije (iako nema nikakvog potencijala) ponajprije zbog izvoza tehnologije u druge države. 1970. godine tokijska elektroprivreda uspješno je izgradila i postavila 100 kilovata OTEC postrojenje (tip zatvorenog ciklusa) na otočnoj državi Nauru. Postrojenje je krenulo u rad 1981. godine i prozvodilo 120 kilovata električne struje; 90 kilovata je upotrebljeno za rad samog postrojenja, a ostatak struje se upotrebljavalo za opskrbu škole i ostalih lokacija na otoku. Ovo postignuće je postavilo novi svjetski rekord u proizvodnji struje pomoću OTEC sustava gdje je struja poslana na pravu električnu mrežu.
Indija je postavila OTEC postrojenje od 1 megavat blizu obale Tamil Nadua. Indijska vlada je velik sponzor u istraživanju plutajućih OTEC postrojenja.

## Princip rada
Princip rada ovakvih sustava se zasniva na koncepciji toplinskog stroja koja je veoma uobičajena u području Termodinamike. Toplinski stroj je termodinamički uređaj smješten između dva spremnika, jednog visoke temperature, a drugog niske. Kako toplina protječe od jednog do drugog spremnika toplinski stroj dio toplinske energije pretvara u mehanički rad (princip rada kod parnih turbina).
Jedini toplinski ciklus prigodan za OTEC je Rankineov ciklus uz to koristeći niskotlačnu turbinu. Sustavi mogu biti izvedeni kao otvoreni ili zatvoreni ciklusi. Strojevi zatvorenog ciklusa koriste uobičajene radne tvari kao amonijak ili tetrafluoretan, dok kod otvorenog ciklusa koristi se toplina površine vode kao radna tvar.

## Podjela sustava prema lokaciji
- Pogon na kopnu
- Pogon na grebenima
- Pogon na otvorenom moru

## Podjela prema vrsti ciklusa
- Sustav otvorenog ciklusa
- Sustav zatvorenog ciklusa
- Sustav hibridnog ciklusa

Hladna morska voda je sastavni dio svakog od tri tipa OTEC sustava. Da bi sustav uspješno radio, hladna morska voda se mora dopremati iz dubina na površinu. To se može postići uporabom pumpi. Drugi način je destilacijom morske vode blizu morskog dna, što smanjuje gustoću morske vode i zbog razlike gustoća morska voda će s dna putovati kroz cijev na površinu.

### Sustav zatvorenog ciklusa
Sustav zatvorenog ciklusa koristi tekućine s niskim stupnjem vrelišta, najčešće amonijak, te se na taj način pokreće turbina koja pridonosi stvaranju električne energije. Topla morska voda na površini se pumpa kroz izmjenjivač topline i zahvaljujući niskoj točki vrelišta fluid isparava, takva novonastala para zatim pokreće turbo generator. Hladnija morska voda (ona dublja) se zatim upumpava kroz drugi izmjenjivač topline te zahvaljujući kondenzaciji opet iz pare prelazi u tekuće stanje čime kružni proces opet dolazi na svoj početak. 

### Sustav otvorenog ciklusa
Sustav otvorenog ciklusa funkcionira na principu parne turbine. Naime, ovaj sustav koristi toplinu površine tropskih oceana i stvara električnu energiju na način da se topla voda doprema u spremnik s niskim tlakom gdje zahvaljujući niskom tlaku voda proključa i prelazi u paru. Dobivena para se počinje širiti i pokreće turbinu spojenu na električni generator. Zbog izloženosti hladnoj vodi ta para opet kondenzira nazad u tekuće stanje.

### Sustav hibridnog ciklusa
Sustav hibridnog ciklusa izveden je na način da kombinira dobre osobine zatvorenog i otvorenog ciklusa. Princip rada hibridnih sustava zasniva se na korištenju tople (površinske) morske vode koja ulazi u vakuumsku komoru gdje se ona pretvara u paru (karakteristika otvorenog sustava). Nakon toga vodena para ishlapljuje radnu tekućinu niskog vrelišta preko izmjenjivača topline (karakteristika zatvorenih sustava). Potom para radne tvari pokreće turbinu te se tako stvara električna energija.

## Druge povezane tehnologije
Osim proizvodnje energije OTEC utječe na razvoj drugih tehologija i ljudskih djelatnosti.

### Klimatizacija
Hladna morska voda (5°C) koja se dobiva ovom tehnologijom stvara mogućnost hlađenja postrojenja koji su povezani s pogonom ili koja su u blizini pogona. Hladna morska voda se dovodi u rashladnike vode koji omogućuju klimatizaciju zgrada i kuća. Prema procjeni Ministarstva energetike SAD-a iz 1989.godine, ovom bi se tehnologijom moglo uštedjeti 200,000-400,000 američkih dolara godišnje.

## Poljoprivreda
OTEC tehnologija također omogućava poljoprivredu baziranu na hladnom tlu. Hladna morska voda, tijekom prolaska kroz podvodne cijevi, hladi okolno tlo. Tada dolazi do temperaturne razlike između korijena biljaka na hladnom tlu i listova biljaka na toplom zraku što omogućava uzgoj mnogih biljaka i kultura koje se ne mogu naći u suptropskim područjima.

## Akvakultura
Akvakultura je najpoznatiji nusprodukt OTEC tehnologije. Smatra se kako je to jedan od najvažnijih načina kako smanjiti financijske i energetske troškove dovođenja velikih količina vode iz dubina oceana. Duboka oceanska voda sadrži visoke koncentracije neophodnih hranjivih tvari koje su iscrpljene na površini oceana zbog biološke potrošnje. Ova „umjetna uzlazna struja“ oponaša prirodnu uzlaznu struju, koja je odgovorna za održavanje i plodnost najvećeg svjetskog morskog ekosustava i životom najgušćeg područja na planeti. Hladnomorske delicije, kao što su losos i jastog, žive u dubokoj morskoj vodi bogatoj hranjivim tvarima. Kombinirajući u različitim omjerima hladnu, duboku morsku vodu i toplu, površinsku morsku vodu, OTEC tehnologija može stvoriti temperaturno pogodnu okolinu u kojoj bi se održavali optimalni uvjeti za akvakulturu. Morska fauna koja nije toliko prisutna u tropskim vodama, kao što su losos, jastog, kamenica i druge vrste školjaka, može također biti uzgajana na ovakav način. Na taj način se povećava raznovrsnost svježih morskih plodova na lokalnom tržištu. Isto tako, niski troškovi hlađenja (dobiveni hladnom morskom vodom) mogu održati ili čak poboljšati kvalitetu domaće ribe koja brzo propada u toplim tropskim krajevima.

## Desalinacija
Pitka voda može biti dobivena iz morske vode pomoću sustava otvorenog ili hibridnog ciklusa upotrebljavajući površinski kondenzator. U takvom kondenzatoru, neizravnim kontaktom hladna morska voda kondenzira potrošenu paru. Na taj način, kondenzat je relativno čist i može biti prikupljen i poslan u lokalne zajednice koje su ograničene zalihama prirodne vode za poljoprivredu ili za kućanstva. Analize su pokazale kako bi postrojenje od 2 MW moglo proizvoditi oko 4300 kubičnih metara pitke vode svaki dan.

## Proizvodnja vodika
Vodik može biti proizveden pomoću elektrolize upotrebljavajući struju proizvedenu OTEC procesom. S dodatnim elektrolitnim mješavinama (u svrhu povećanja ukupne učinkovitosti), proizvedena para može biti upotrebljena kao relativno čist medij za elektrolizu. OTEC tehnologija je u mogućnosti proizvoditi velike količine vodika koje bi onda opskrbljavale rastuće globalno tržište. OTEC postrojenja na otocima, platformama, teglenicama i brodovima imaju potencijala za proizvodnju vodika u velikim količinama te opskrbu velikih luka pomoću tankera. Glavni izazovi su troškovi proizvodnje, transporta i distribucije u odnosu na ostale izvore energije i goriva. Uzimajući u obzir povećanje cijena nafte na svjetskom tržištu, pitanje je vremena kada će troškovi masovne proizvodnje i distribucije vodika biti dovedeni u drugi plan.

## Ekstrakcija minerala
Još jedan nerazvijeni potencijal oceana je mogućnost vađenja minerala iz morske vode koji su sadržani u solima i ostalim oblicima otopina. Ekonomske analize su pokazale tijekom povijesti da je neprofitabilno iskorištavati ocean u svrhu dobivanja tragova elemenata otopljenih u otopinama, upravo zbog velikog trošenja energije za crpljenje velikog obujma vode. Još važnije, skupo je odvajati minerale iz morske vode. Općenito, ova metoda je ograničena na minerale koji se mogu pronaći u viskokim koncentracijama i koji se mogu lagano izdvojiti, kao što je magnezij. Kako je s OTEC postrojenjima riješen problem dobave velikih količina vode, ostaje samo problem troškova ekstrakcije. Japanci su nedavno započeli istraživati koncept kombiniranja ekstrakta urana otopljenog u morskoj vodi s tehnologijom elektrana na valove. Otkrili su da razvoj ostalih tehnologija (posebice razvoj materijala) poboljšava izglede za ekstrakciju minerala.

## Politička pitanja
Budući da su OTEC postrojenja više ili manje stacionarne površinske platforme, njihova točna lokacija i pravni status bi mogao biti u nadležnosti sporazuma Konvencije Ujedinjenih naroda o pravu mora (eng. skraćenica UNCLOS). Sporazum daje zakonski autoritet obalnim zemljama u raznovrsnim zonama (od 3, 12 i 200 nautičkih milja), što bi moglo dovesti do određenih sukoba i regulacijskih prepreka gradnji OTEC postrojenja i njihovom vlasništvu. Prema sporazumu, OTEC postrojenja bi se smatrali kao „umjetni otoci“ koji ne bi imali nikakav zakonski autoritet.

## Troškovi i ekonomičnost
Da bi ova tehnologija bila održiva u pogledu globalne upotrebe, mora imati jednak porezni i subvencijski tretman kao i ostale tehnologije. Proračuni troškova ove tehnologije su nepouzdani zbog toga što OTEC pogoni još nisu široko rasprostranjeni. Analize pokazuju da bi troškovi proizvodnje električne energije bili $0.07 kW/sat dok subvencionirane vjetroelektrane imaju $0.05-$0.07 kW/sat potrošnje.

## Vanjske poveznice
- Energija Oceana
- Portal Moja Energija - Škola Energetike  Arhivirana inačica izvorne stranice od 4. listopada 2009. (Wayback Machine)